# Alex Castellanos
Alejandro Luis Castellanos (né le 4 août 1986 à Miami, Floride, États-Unis) est un voltigeur des Ligues majeures de baseball sous contrat avec les Rockies du Colorado.

## Carrière

### Dodgers de Los Angeles
Alex Castellanos est un choix de dixième ronde des Cardinals de Saint-Louis en 2008. Alors qu'il évolue toujours en ligues mineures, Castellanos est transféré le 31 juillet 2011 aux Dodgers de Los Angeles en retour du vétéran joueur d'arrêt-court Rafael Furcal.
Castellanos fait ses débuts dans le baseball majeur avec les Dodgers le 31 mai 2012 après avoir été rappelé des ligues mineures pour remplacer la vedette Matt Kemp, placé sur la liste des blessés. Le 1er juin, il réussit son premier coup sûr, un triple face au lanceur Carlos Torres des Rockies du Colorado, poussant au marbre pour son premier point produit une autre recrue des Dodgers, Scott Van Slyke.
Le 3 octobre 2012, au dernier de ses 16 matchs de la saison avec les Dodgers, Castellanos frappe aux dépens du lanceur Jean Machi des Giants de San Francisco son premier coup de circuit dans les majeures. 
Il ne dispute que 8 parties avec Los Angeles en 2013. Au total, il compte 7 coups sûrs, 2 circuits, 4 points produits et une moyenne au bâton de ,167 en deux saisons avec le club.
Le 23 octobre 2013, les Dodgers le transfèrent aux Red Sox de Boston en échange du voltigeur des ligues mineures Jeremy Hazelbaker.

### Padres de San Diego
Le 23 décembre 2013, Castellanos, maintenant membre des Red Sox de Boston, est réclamé au ballottage par les Rangers du Texas. Il commence l'entraînement de printemps avec les Rangers avant d'être réclamé au ballottage par les Padres de San Diego le 7 mars 2014. Il passe l'entière saison 2014 dans les ligues mineures avec les Chihuahuas d'El Paso, club-école des Padres.
Le 11 novembre 2014, il signe un contrat des ligues mineures avec les Mets de New York. En 2015, il s'aligne pour les 51s de Las Vegas, club-école des Mets, et s'exile au Japon où il ne joue que 6 matchs pour les Yomiuri Giants de la NPB.
Il est mis sous contrat par les Rockies du Colorado en décembre 2015.